# 15407 Udakiyoo
15407 Udakiyoo è un asteroide della fascia principale. Scoperto nel 1997, presenta un'orbita caratterizzata da un semiasse maggiore pari a 2,2683883 UA e da un'eccentricità di 0,1888364, inclinata di 6,72809° rispetto all'eclittica.